# クリストフォロス
クリストフォロス（Χριστόφορος, Christophoros, 原意はギリシア語の「キリストを背負うもの」）は、3世紀のローマ皇帝デキウスの時代に殉教したというキリスト教の伝説的な聖人。

## 概要
正教会・非カルケドン派・聖公会・ルーテル教会で聖人とみなされている。伝統的に7月25日がクリストフォロスの祝日とされてきたが、現在のカトリック教会の聖人暦からは「史実性に乏しい」として除外されている。日本正教会では「聖致命者ハリストフォル」と表記されている。

## 伝承
クリストフォロスの物語は教派によって微妙に異なっている。

### カトリック教会における伝承
伝承ではクリストフォロスはもともとレプロブスという名前のローマ人だったという。彼はキリスト教に改宗し、イエス・キリストに仕えることを決意したという。別の伝承ではカナン出身でオフェロスという名前だったともいう。彼は隠者のもとを訪れ、イエス・キリストにより親しく仕える方法を問うた。隠者は人々に奉仕することがその道であるといい、流れの急な川を示して、そこで川を渡る人々を助けることを提案した。レプロブスはこれを聞き入れ、川を渡ろうとする人々に無償で尽くし始めた。
ある日、小さな男の子が川を渡りたいとレプロブスに言った。彼があまりに小さかったのでお安い御用と引き受けたレプロブスだったが、川を渡るうちに男の子は異様な重さになり、レプロブスは倒れんばかりになった。あまりの重さに男の子がただものでないことに気づいたレプロブスは丁重にその名前をたずねた。男の子は自らがイエス・キリストであると明かした。イエスは全世界の人々の罪を背負っているため重かったのである。川を渡りきったところでイエスはレプロブスを祝福し、今後は「キリストを背負ったもの」という意味の「クリストフォロス」と名乗るよう命じた。
同時にイエスはレプロブスが持っていた杖を地面に突き刺すように命じた。彼がそうすると杖から枝と葉が生えだし、みるみる巨木となった。後にこの木を見た多くの人々がキリスト教に改宗した。この話は同地の王（伝承によってはデキウス帝）の知るところとなり、クリストフォロスは捕らえられ、拷問を受けたあとで斬首されたという。

### 正教会における伝承
正教会でのクリストフォロスは犬の頭を持った人物として描かれることがある。伝承ではデキウス帝の時代、レプルブスなる巨人が捕虜となった。彼はキレナイカ（アフリカ北部）のベルベル人の部族「マルマリテ族」の出身だったが、同族は勇猛な犬頭人で食人の習慣があることで恐れられていた。やがて彼はキリスト教信仰を受け入れ、自らも教えを説いていたが、アンティオキア総督（あるいは皇帝）の命によって捕らえられ、その信仰のゆえに処刑された。人間離れした彼の処刑は何度試みても失敗し、結果的に殺害されるまで多くの人々を信仰に導いたという。正教会では5月9日がクリストフォロスの記憶日となった。イコンではしばしば犬の頭をもった人物として描かれている。1722年、ロシアの正教会の主流派の聖務会院は犬の頭を持ったクリストフォロスの描写を禁止したが、正教古儀式派においてはその後も現在に至るまで古い伝統を守ったイコンが描かれ続けており、主流派教会による禁令はイコンへの敬意を強めるばかりであった。また、スヴィヤシュスクの伝統に従って描かれる古儀式派のイコンにおいては馬頭の人物として描かれる。

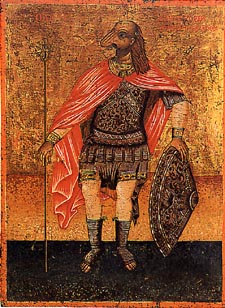
犬頭の戦士として描かれたクリストフォロスのイコン

### その他の伝承
クリストフォロスに関する伝承はさまざまなバリエーションがあるが、たとえばエルネスト・トンプソン・セトンが採集した例に次のようなものがある。ゴルムという巨人が農場で父に仕えていた。なぜなら父はゴルムにとって「もっとも偉大な主」だったからである。しかし、ある日父が王に税を払っていることを知り、父より強い王こそ「もっとも偉大な主」と思い、これに仕えようと旅に出た。しかし、対面かなった王は「自分にとっては悪魔が恐ろしい」といった。ゴルムは今度は悪魔に仕えようと思い、旅にでた。やがて悪魔がゴルムの前に現れ、共に訪れる町を破壊するよう命じた。悪魔こそ「もっとも偉大な主」だと考えたゴルムは町を壊してまわったが、悪魔は教会だけは壊してはいけないといった。なぜならそこは「王の中の王」が住む場所だからだという。これを聞いたゴルムは悪魔と別れ、「王の中の王」を探した。ある川べりで彼は「もうすぐ王の中の王がこの川を渡るだろう」と聞いた。ゴルムは川べりに住み、無償で人々が川を渡るのを手伝いながら「王の中の王」を待った。数十年たった冬の日、小さな男の子が川を渡りたいと現れた。年老いたゴルムは快く引き受けて川を渡っていたが、川を渡り終えると、男の子はその姿を変じ、イエス・キリストとなった。ついに「王の中の王」を目にしたゴルムは感激し、「とうとう会うことができました」と言った。しかし、イエスは今までゴルムが川を渡した人々すべてがイエス・キリストであるといい、彼に「クリストフォロス」と名乗るよう言ったという。
イギリスのデヴォンシャー州ブロードウッド・ウィジャ(Broadwood Widger)郡にあるウルフ川の浅瀬には大きな怪物が棲み、川を渡るものを背に乗せて運んでくれるという言い伝えがあったという。イギリスの民俗学者セイバイン・ベアリング＝グールドは、同地の教会にかけられていた聖クリストフの像に対する信仰がこうした話の源になっているのでは、と考えた。